# El-Habib Benguennoun
Œuvres principales
Dhalma, Goul l'si Mohammed la ighedek halek
El Hani El-Habib Benguennoun dit Cheikh Ben Guenoun (en arabe : الحبيب بن قنون), est un poète algérien du melhoun, né en 1761 à Mascara et mort vers 1864. Il est l'un des plus grands auteurs du bedoui oranais.

## Biographie

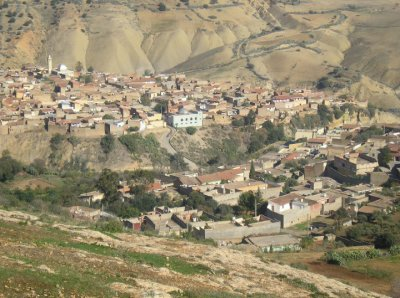
La vieille cité de Mazouna, un parnasse de la poésie populaire au XVIII.

El-Habib Benguennoun est né en 1761 à Mascara d'une mère kouloughlie et d'un père ancien agriculteur de la plaine de Ghriss qui s'est installé dans la ville de Mascara.
Enfant, il fréquente l'école coranique qu'il quitte sans décrocher le titre de Taleb et devient poète. Au moment où la ville était administrée par le bey Mohamed el Kebir, les fêtes fréquentes qu'il donne contribuent à entretenir la passion pour la poésie populaire, ce qui était tout profit pour lui.
Adolescent agité, il a eu sa première aventure amoureuse dès son jeune âge. On lui refuse la main de sa bien-aimée ; c'est alors qu'il révèle ses aptitudes à la satire envers la tribu de cette fille. La tribu est ruinée, l'année suivante, il obtient la main de la jeune fille, Bent Bougassriyya qui devient sa première femme. De ce mariage, il a eu une fille et trois garçons.
Il épouse, en secondes noces, une jeune fille de Mascara qu'il répudie après trois ans de vie commune pour sa santé précaire. Aux environs de 1820, lors d'un voyage à Tlemcen, il ramène une nouvelle épouse, Bent El-Massemoudi. Cette dernière lui donne deux garçons.
À cette époque, l'élite du melhoun se lançait des joutes poétiques d'une région à l'autre et des académies veillaient à jauger la qualité des œuvres. Mazouna, abritait une université réputée et était au XVIIIe siècle, « un parnasse de la poésie populaire ». L'académie de Mazouna lui envoie le poète Benssaouda pour le confondre dans un duel d'énigmes poétiques dont Bengenoun sortit avec les honneurs.
Au lendemain de l'occupation d'Oran par les Français en 1831, alors que le dernier bey d'Oran fait sa soumission, et les tribus de la région proclament Abdelkader. Benguennoun, fidèle au régime déchu, ne prend pas parti. Durant cette période, il remplit les fonctions de moqaddem du saint-patron Sidi Lakhdar Ben Khlouf, pour la région de Mascara. À la veille de la prise de Mascara par les Français, il la quitte, comme tous les habitants de la ville et perd son plus jeune fils. Quand le calme est rétabli dans sa ville natale, il a l'un des premiers à la réintégrer.
Au déclin de sa vie, il fait connaissance avec le poète Mestfa Ben Brahim, ce dernier lui manifeste son admiration dans un poème : « Bengennūn, y dit-il, qui habite Mascara est une mer (de poésie) débordant sur les poètes de toutes les régions ». Il meurt en 1864, à 103 ans.

## Œuvre
Benguennoun est l'un des grands auteurs de la poésie melhoun, du bedoui oranais. Ce barde a acquis une solide réputation par la puissance de son verbe, principalement érotique et bacchique. Le cheikh est un poète lyrique peu prolifique, mais très prisé et ses textes circulent aussi bien à travers les répertoires citadins que les répertoires bédouins. Il s'est exercé à beaucoup de genres poétiques connus à son époque : Zadjal, El kan, El Gouma et El Moualia.
Son œuvre majeure est Dhalma « L'injuste », ce poème est en arabe dialectale, mais sa thématique, est inspirée de la composition poétique classique. Le modèle de la composition de cette qasida est assez proche de la poésie populaire algérienne du XIXe siècle. Après le couplet introductif appelé Ihdaa (« dédicace »), l'auteur présente les personnages importants et expose la thématique principale : la longueur de la souffrance d'amour. Il invoque ensuite Dieu pour lui demander d'apaiser sa douleur. Enfin, il reconnaît que cette histoire n'est peut-être que le produit de son imagination. L'imaginaire poétique constitue un baume contre l'impuissance à surmonter la douleur d'un amour impossible qui devient platonique. Dans un univers où les espaces féminin et masculin sont totalement distincts, la femme devient souvent une invention aussi subtile que les mots. Ce poème a été adopté dans le répertoire citadin du hawzi, notamment à Tlemcen, Constantine et Alger.
Le répertoire du genre hawzi et aroubi comporte une autre qasida populaire Goul l'si Mohammed la ighedek halek (« Dis à Si Mohammed de ne pas se laisser abattre »).

## Exemple d'un poème
Le début du poème, Ton regard, traduit par Souhel Dib : 

« En paix des années durant, dans le refuge de la piété,

la passion que tu m'inspirais jadis s'empare de nouveau de moi,

pourquoi, beauté réputée, t'es-tu trouvée sur mon chemin?
De grâce, qui sont les tiens? Informe-moi, toi qui m'inondes de lumière,

tes atours et ta beauté attestent ta noble origine:
Ce sont les Qoroghlanes ou bien les grands et puissants Arabes.
Réponds à ma curiosité, veux-tu?

Celui qui est véritablement digne ne saurait cacher son ascendance,

seule la médiocrité susciterait le silence.
Ton corps évoque l'étendard du bey, oriflamme brillant, 

tu as fait la conquête de mon cœur et je ne contrôle plus l'élan qui l'anime.
En paix des années durant, dans le refuge de la piété,

la passion que tu m'inspirais jadis s'empare de nouveau de moi. »